# Плезант-Ран (Огайо)
Плезант-Ран (англ. Pleasant Run) — переписна місцевість (CDP) в США, в окрузі Гамільтон штату Огайо. Населення — 4861 особа (2020).

## Географія
Плезант-Ран розташований за координатами 39°17′34″ пн. ш. 84°34′33″ зх. д. / 39.29278° пн. ш. 84.57583° зх. д. (39.292736, -84.575718).  За даними Бюро перепису населення США в 2010 році переписна місцевість мала площу 5,36 км², уся площа — суходіл.

## Демографія
Згідно з переписом 2010 року, у переписній місцевості мешкали 4953 особи в 1729 домогосподарствах у складі 1323 родин. Густота населення становила 924 особи/км².  Було 1832 помешкання (342/км²).
Расовий склад населення:
| - 79,8 % — білих - 14,5 % — чорних або афроамериканців - 1,8 % — азіатів - 0,5 % — корінних американців |

До двох чи більше рас належало 2,5 %. Частка іспаномовних становила 2,2 % від усіх жителів.
За віковим діапазоном населення розподілялося таким чином: 24,8 % — особи молодші 18 років, 61,6 % — особи у віці 18—64 років, 13,6 % — особи у віці 65 років та старші. Медіана віку мешканця становила 38,5 року. На 100 осіб жіночої статі у переписній місцевості припадало 94,3 чоловіків;  на 100 жінок у віці від 18 років та старших — 90,3 чоловіків також старших 18 років.
Середній дохід на одне домашнє господарство  становив 72 971 долар США (медіана — 67 318), а середній дохід на одну сім'ю — 73 845 доларів (медіана — 65 132). Медіана доходів становила 50 323 долари для чоловіків та 31 204 долари для жінок. За межею бідності перебувало 6,0 % осіб, у тому числі 9,9 % дітей у віці до 18 років та 7,5 % осіб у віці 65 років та старших.
Цивільне працевлаштоване населення становило 2651 осіб. Основні галузі зайнятості: освіта, охорона здоров'я та соціальна допомога — 24,2 %, роздрібна торгівля — 18,0 %, науковці, спеціалісти, менеджери — 12,6 %, мистецтво, розваги та відпочинок — 9,9 %.